# Ponte in Valtellina
Ponte in Valtellina (Pùnt in dialetto pontasco) è un comune italiano di 2 204 abitanti della provincia di Sondrio in Lombardia.

## Geografia fisica
Si trova in Valtellina, allo sfociare della val Fontana ai piedi della vetta di Ron e si estende dal versante retico a quello orobico.

## Origini del nome
Il toponimo Vico Ponte appare per la prima volta nel 918 e deriverebbe dal medio-alto tedesco biunte, termine amministrativo longobardo che designava un campo recintato e coltivato. Secondo altri si farebbe invece riferimento a un ponte sul fiume Adda, o a un attraversamento sul torrente Rhon.

## Storia
La presenza delle forze dell'ordine è sempre stata notevole: nel secondo dopoguerra fino a pochi anni fa, in paese erano presenti, oltre al comando di polizia municipale, anche una caserma dei Carabinieri, della Guardia di Finanza (per via della forte attività di contrabbando che dalla vicina Val Fontana sconfinava in Svizzera) e del Corpo Forestale dello Stato. Oggi rimane solamente la caserma dell'Arma dei Carabinieri, mentre la caserma in alta Val Fontana della Finanza è stata riconvertita a rifugio e la caserma del Corpo Forestale dello Stato è oggi sede dei carabinieri forestali. Negli anni 1943-45, inoltre, il paese ospitò un comando tedesco proprio per la posizione strategica al confine con la Svizzera.

### Simboli
Lo stemma del comune è stato riconosciuto con decreto del capo del governo del 21 gennaio 1943.
Il gonfalone municipale, concesso con D.P.R. del 3 novembre 2009, è un drappo di giallo con la bordatura di rosso.

## Monumenti e luoghi d'interesse
La struttura dell'edilizia civile è caratterizzata dall'Us'céra, metodo per proteggere le case dalle alluvioni sviluppato (qui come nel vicino comune di Chiuro) nel corso del tempo.

### Dimore e palazzi storici
Oltre al collegio dei gesuiti, che fu attivo tra la seconda metà del Cinquecento e la soppressione dell'ordine dei gesuiti nel 1773, Ponte in Valtellina possiede varie dimore storiche, in particolare quelle delle famiglie Quadrio, Guicciardi, Piazzi o Giacomoni.

### Architetture religiose
Ponte in Valtellina comprende ben 26 chiese (tre parrocchiali) e edifici religiosi, tra cui:
- Chiesa di San Maurizio, di dignità parrocchiale, si trova nella piazza principale del paese intitolata a Bernardino Luini;
- Chiesa di Sant'Ignazio, costruita nel XVII secolo dai gesuiti passando poi di proprietà comunale
- Santuario della Madonna di Campagna,[7] del XVI secolo, contenente un raro organo rinascimentale restaurato nei primi anni Novanta del XX secolo;
- Chiesa di San Gregorio Magno
- Chiesa della Madonna del Buon Consiglio
- Chiesa della Santissima Trinità
- Chiesa di Sant'Antonio Abate – situata a mezza costa sopra il paese e risalente alla fine del 1300
- Chiesa di San Rocco, situata all'imbocco della Val Fontana in mezzo al bosco. Alla base del campanile è stata scoperta una pietra su cui è incisa una epigrafe di un soldato in alfabeto retico.
- Chiesa di San Lorenzo
- Ex chiesa di Santa Cristina, sconsacrata e in forte stato di abbandono
- Chiesa di Sant'Abbondio, detta il capitello perché situato all'imbocco della val di Rhon
- Chiesa di San Bernardo, situata nell'omonimo alpeggio sulla montagna che sovrasta il paese sul versante retico
- Chiesa di Sant'Antonio in Valfontana
- Chiesa di San Giuseppe
- Oratorio San Filippo Neri
- Chiesa di San Francesco Saverio, una volta cappella gentilizia della famiglia Piazzi, ora chiusa al culto pubblico ma ancora di proprietà della famiglia
- Chiesa di San Francesco d'Assisi
- Chiesa della Madonna Immacolata

Sul versante Orobico del Comune, nelle parrocchie di San Luigi di Sazzo e di Arigna:
- Santuario di San Luigi Gonzaga (1614-1664), situato nella frazione di Sazzo sul versante orobico,[8] consacrata da Federico Borromeo. Nato come cappella privata dei Quadrio e consacrato da Federico Borromeo, il santuario era originariamente intitolato a San Michele. Il cambio di dedicazione è dovuto alla presenza di un quadro raffigurante San Luigi Gonzaga; proveniente da Como, il dipinto è conservato nella terza cappella di sinistra, eseguita dal ticinese Gaspare Aprile in stile barocco. Lo stesso stile si ritrova nelle restanti cinque cappelle del santuario, che per un certo periodo storico fu anche noto come chiesa dei Santi Michele e Luigi. Barocco è anche il mastodontico altare maggiore in legno che domina il presbiterio, opera realizzata da Pietro Ramus negli anni 1671-1673. Il Santuario è annoverato nell'elenco dei Santuari e templi votivi della Diocesi di Como[9].
- Chiesa Parrocchiale dei Santi Carlo e Ignazio a Fontaniva
- Chiesa Santo Stefano ai laghi di Santo Stefano
- Chiesa di San Matteo in Val d'Arigna, abbandonata e in forte stato di degrado
- Chiesa di San Gregorio ad Albereda
- Oratorio di San Giovanni Battista a Fontaniva
- Chiesa di Santo Stefano ai Forni
- Chiesa di San Lorenzo ai Briotti
- Chiesa di San Rocco a Carolo
- Chiesa di San Pio X a Casacce

## Società

### Evoluzione demografica
Abitanti censiti

## Cultura

### Musei

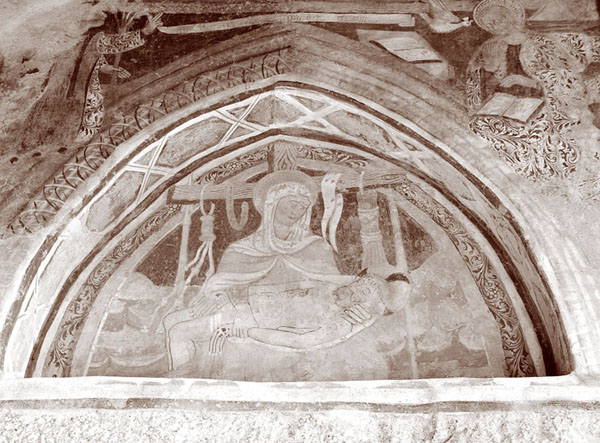
Affresco sulla chiesa di San Rocco

- Museo Etnografico della Civiltà Contadina. Si trova nel cortile delle Prigioni, al piano terra dell'immobile che ospita la Scuola Media. È stato costituito grazie alla collaborazione degli abitanti del paese che hanno conferito gli antichi attrezzi da lavoro. Si compone di 5 sale e raccoglie gli antichi attrezzi per la produzione del formaggio e del burro, i recipienti della cantina per la produzione del vino, per la raccolta e lavorazione dei cereali, gli attrezzi per la filatura della lana e della canapa, un'antica camera da letto e una cucina con le vecchie stoviglie.
- Museo Parrocchiale. Oltre a dipinti e affreschi del periodo '400-'500 sono esposti paramenti sacri, arredi e calici di notevole pregio.[11]

## Amministrazione
L'amministrazione comunale è costituita dalla lista civica "Ponte Prossimo" guidata dal sindaco Franco Biscotti.

## Sport
La squadra di calcio di Ponte è l'Unione Sportiva Dilettantistica Pontese.
Nella frazione orobica dei Briotti, poco sopra ai 1000 metri di quota, è presente una pista ciclabile ricavata da una vecchia decauville.

## Infrastrutture e trasporti

### Strade
Il paese è raggiungibile attraverso la Strada statale 38 dello Stelvio e anche tramite la Strada Provinciale 23 "Strada panoramica dei castelli" che collega i comuni sul versante retico tra Sondrio e Teglio, strada con panorami della Valtellina molto suggestivi.

### Ferrovie
La Stazione di Ponte in Valtellina inaugurata nel 1902 posta sulla linea Tirano-Lecco, nella frazione di casacce di Chiuro nel fondo valle, offre un collegamento ferroviario RegioExpress e Regionale anche se negli ultimi anni le corse sono state notevolmente ridotte, e sostituite con autobus sostitutivi.

### Autolinee
Per il comune di Ponte in Valtellina trasitano le autolinee A46(Ponte in Valtellina-Sondrio), A51(Ponte centro-Arigna), A41(Sondrio-Aprica)*, A48(Sondrio-Chiuro-Teglio)*, A64(Sondrio-Tirano)* gestite dalla Società per i Trasporti Pubblici di Sondrio (STPS).
Dalle 5 linee qui sopra riportate soltanto le prime due transitano per il centro di Ponte in Valtellina e soltanto nei giorni feriali dal Lunedì al Sabato(FER6), la linea A46 offre un collegamento tra il comune di Sondrio e di Ponte in Valtellina, la linea A51 collega il centro di Ponte in Valtellina con le frazioni del versante orobico.
Durante i periodi scolastici è possibile raggiungere il centro del comune di Ponte in Valtellina con l'autobus che parte alle 12:30 dall'autostazione Stps a Sondrio trammite la linea A44(Sondrio-Piateda-Boffetto).
*Le ultime tre linee transitano sulla Strada statale 38 dello Stelvio e offrono un servizio sia feriale sia festivo.